# أبو العبد البيروتي
أبو العبد البيروتي، هو شخصية فولكلورية لبنانية يشتهر بفتوته وحنكته المضحكة ويُمثل شخصية البسطاوي البيروتي، و«القبضاي» الذي يحمل عصا من الخيزران الرفيع ويرتدي قمبازاً (جلابية) من الحرير الإيطالي. بدأ كحكواتي يعرض قصص أهل بيروت بطريقة ظريفة. ثم تطور إلى شخصية سينمائية وتلفزيونية. والآن أصبح شخصية خيالية بطل النكت اللبنانية مع رفيقه «أبو صطيف» وزوجته «أم العبد» وابنه الساذج «عبد». وهناك الآلاف من النكت تدور حول شخصيته.

## تاريخ الشخصية

### الحكواتي
أول من ظهر بشخصية أبو العبد البيروتي كان «خليل شحاده» في ستينات القرن العشرين، الذي كان يعرض قصصه على مسرح «الفاروق» في وسط بيروت. وكان يرتاده البيارتة (البيروتيين) البسطاء ومعهم أركيلتهم و«سندويشاتهم» وأكياس من بزر البطيخ والمكسرات. ويضحك السامعون لمرجلات أبو العبد ومغامراته وهز الخيزرانة الرفيعة في الهواء كلما هدّد خصماً أو كلما تعرض له أحد قائلا باللهجة البسطاوية «ايشبك يا خال، عارف مين عم تحكي؟». وكان خليل شحادة رجلاً سميناً يتعرق باستمرار، وبين فينة وفينة يقطع النص ليطمئن إلى أحوال أحد الحضور: «شو جابت بنتك خييي أبو صطيف؟» (أي بماذا رزقت ابنتك أخي مصطفى).

### الشخصية التلفزيونية
كان أحمد خليفة أول من جسد شخصية أبو العبد على شاشة التلفزيون وبدا بقمبازه وطربوشه الأحمر وخيزرانته تقليدا لابو عبد خليل شحادة إلا أنه أضاف شاربين مقوسين صعوداً، علامة القباضيات وزعماء الشارع والمقهى والرصيف والنرجيلة التي تلازمه. كذلك برع أبو العبد التلفزيوني في أداء دور «الحكواتي»، فراحَ يروي سيرة عنترة والمهلهل والزير سالم، لا سيما في الأمسيات الرمضانية على مدى عقود من الزمن. وحفظ الجمهور عبارته «ايش يا خال». أنتج له «تلفزيون لبنان» سلسلة كوميديّة خفيفة باسمه في نهاية الستينيات وبدايات السبعينيات، وأطلّ في شخصيته المعروفة في إذاعة لبنان.
ومثل محمد شبارو شخصية أبو العبد على المسرح مع فرقة الشانسونيير الساخرة بقيادة وسيم طبارة.

### شخصيات مشابهة
وقلد العديد من الفنانين شخصية أبو العبد بأسماء مختلفة منها أبو الشباب، أبو الشبب ومؤخرًا أبو رياض على شاشة تلفزيون المستقبل اللبناني.

## نكت أبو عبد
انتقل أبو العبد من دوره التقليدي ليحتل عالم النكات ويرمز إلى شخصية البيروتي القديم البسيط والخفيف الظل الذي يضخم الأمور ليتباهى ببطولاته، ما يثير حفيظة «أم العبد» التي تسعى إلى عصرنته وتفشل دائما. بدأت هذه الطرائف تنتشر خلال الحرب الأهلية اللبنانية، ربما للتعبير عن عجز المواطن العادي حيال قوى الأمر الواقع التي لا ترعى حرمة كبير أو صغير لتفرض هيمنتها على الأحياء. إلا أن هذه الطرائف تطورت ووسعت إطارها لتلبس شخصية أبو عبد كل ما يجول في خاطر الناس من تعليقات لطيفة وطريفة وسمجة وأحيانًا بذيئة. هذه الشخصية المشهورة التي لم تجد من يؤطر أخبارها أو يجمع تراثها.